# Little Albro Lake
Little Albro Lake är en sjö i Kanada.   Den ligger i provinsen Nova Scotia, i den sydöstra delen av landet, 1 000 km öster om huvudstaden Ottawa. Little Albro Lake ligger 57 meter över havet. Den ligger vid sjöarna  Albro Lake Lake Banook Lake Micmac och Martin Lake.
Runt Little Albro Lake är det i huvudsak tätbebyggt. Runt Little Albro Lake är det mycket tätbefolkat, med 1 056 invånare per kvadratkilometer.